# 韦弗尔海姆
韦弗尔海姆（荷蘭語：Wevelgem，荷蘭語發音：[ˈʋeːvəlɣɛm]）是比利时弗拉芒大區西佛兰德省科特赖克区的一个市镇，通行荷蘭語，是弗拉芒社群的一部分，面积39.14平方千米，人口31,412人（2018年1月1日）。韦弗尔海姆是根特-韦弗尔海姆公路自行车赛的終點。